# Pedro Gil Gómez
Pedro Gil Gómez (Esplugues de Llobregat, 26 d'abril de 1980) és un exjugador d'hoquei sobre patins català, que jugà en la posició de davanter. Anuncià la seva retirada a la finalització de la temporada 2023/24.
Va iniciar la seva trajectòria professional a l'equip de la seva ciutat natal, el Noia Freixenet, amb el que aconseguí una Copa de la CERS i una Copa del Rei. També va jugar una temporada, mentre feia el servei militar, al CP Tenerife, retornant de nou al Noia. Poc després, l'any 2000 se'n va anar a jugar a Portugal, primer amb l'Infante de Sagres i després, durant cinc temporades, amb l'equip del FC Porto, on va créixer com a jugador.
L'any 2007 va tornar a Catalunya per jugar durant dues temporades al Reus Deportiu, assolint dos títols de màxima importància com la Copa Intercontinetal del 2008 i la Copa d'Europa del 2009. En acabat, va tornar al club portuguès de Porto per estar-hi fins a l'estiu de 2012. Després d'acabar contracte, es traslladà a Itàlia per fitxar pel Hockey Valdagno. Una temporada més tard, l'any 2013, signà pel HC Forte dei Marmi.
Tres anys després, al 2016, tornà a la lliga portuguesa fitxant pel Sporting Clube de Portugal. Finalment, retornà al Forte dei Marmi, on acabaria penjant els patins al finalitzar la temporada 2023/24 amb 44 anys.
Amb la selecció absoluta espanyola, ha aconseguit sis Mundials i set Europeus, el que el converteix amb el jugador més laurejat amb la selecció. A part, també guanyà tres Copes de les Nacions.
És un jugador que destaca per la seva gran velocitat, la seva agilitat i la seva visió de joc. La seva petita estatura el fa un jugador molt ràpid i és considerat el millor davanter del món, juntament amb el blaugrana Alberto Borregán.

## Palmarès[5]
- 6 Mundials
- 7 Europeus
- 1 Copa Intercontinetal
- 1 Copa d'Europa
- 1 Copa Continental
- 1 Copa de la CERS
- 7 Lligues de Portugal
- 3 Lligues d'Itàlia
- 1 Copa del Rei
- 2 Copes de Portugal
- 2 Copes d'Itàlia
- 4 Supercopes de Portugal
- 1 Supercopes d'Itàlia